# Hellcat
Hellcat, il cui vero nome è Patricia "Patsy" Walker (poi Patsy Baxter e Patsy Hellstrom), è un personaggio dei fumetti creato da Dwayne Johnson  (testi e disegni), pubblicato dalla Timely Comics (in seguito Marvel Comics). La sua prima apparizione avviene in Miss America Magazine (vol. 1) n. 2 (novembre 1944).
Introdotta nella Golden Age come adolescente protagonista di una serie di fumetti a tema commedia romantica, Patsy Walker è stata successivamente integrata, come adulta, nella continuity ufficiale dell'Universo Marvel assumendo l'identità della supereroina Hellcat ed entrando a far parte sia dei Difensori che dei Vendicatori.
Nel 2011 si è classificata 95ª nella lista delle "100 donne più sexy dei fumetti" stilata da Comics Buyer's Guide.

## Storia editoriale
Dopo il debutto nel novembre 1944 su Miss America Magazine (vol. 1) n. 2, pubblicato dalla Timely Comics (casa editrice antesignana della Marvel), la rossa Patsy Walker, insieme ai genitori Stanley e Betty, al fratellino Mickey, al suo ragazzo Robert "Buzz" Baxter e alla nemica-amica dai capelli corvini Hedy Wolfe, sono stati protagonisti di varie avventure a stampo umoristico-sentimentale pubblicate dagli anni quaranta fino al 1967 sulla testata a fumetti per adolescenti Patsy Walker e sui suoi spin-off Patsy and Hedy, Patsy and Her Pals e A Date with Patsy. Ad attestare la popolarità della serie il fatto che sia uno dei pochi titoli Timely Comics (assieme a Millie the Model e Kid Colt, Outlaw) ad essere pubblicata sia durante il periodo della Golden Age, che sotto l'etichetta Atlas Comics negli anni cinquanta e infine durante la Silver Age.
Sebbene Ruth Atkinson abbia scritto e disegnato i primissimi episodi, Al Jaffee, futuro cartonista di Mad Magazine, ha realizzato diversi numeri della testata, alcuni dei quali in coppia col futuro fondatore di Mad Harvey Kurtzman, venendo in seguito sostituito da Al Hartley. Morris Weiss ha invece illustrato Patsy and Her Pals.
Dopo il diploma di Patsy nel numero 116 (agosto 1964), la serie assume toni leggermente più seri affrontando le disavventure della giovane donna in carriera pur mantenendo tematiche romantiche. Patsy Walker è durata fino al numero 124 (dicembre 1965), mentre Patsy and Hedy è stato pubblicato fino al febbraio 1967 arrivando al numero 110.
Nell'ottobre 1965 su Fantastic Four Annual (vol. 1) n. 3 Patsy e Hedy, entrambe adulte, fanno un piccolo cameo stabilendo il loro ingresso ufficiale nell'Universo Marvel. Una successiva mossa di ret-con stabilisce che le precedenti avventure del personaggio sono in realtà una "finzione nella finzione": storie a fumetti realizzate dalla madre di Patsy ispirandosi alla figlia liceale e pubblicate nel mondo Marvel divenendo molto popolari. Tra la versione "fumettistica" e quella "reale" vi sono però molte differenze ad esempio i nomi dei genitori, Joshua e Dorothy anziché Stanley e Betty, o il fatto che nessuno dei cugini di Patsy, così come il fratello minore Mickey, esistano nella continuity ufficiale; motivo per cui sono spesso indicati come ampiamente frutto della fantasia dell'autrice e, seppur almeno in parte basati su fatti accaduti, largamente esagerati.
Patsy Walker n. 95 e Journey into Mystery n. 69, entrambi del giugno 1961, sono inoltre i primi fumetti targati "Marvel Comics", presentando il logo "MC" sulle loro copertine.
Su Amazing Adventures (vol. 2) n. 13 del luglio 1972, viene introdotta l'idea di una Patsy Walker supereroina e assistente di Bestia, dunque, in Avengers (vol. 1) n. 144 del febbraio 1976, Patsy assume l'identità di Hellcat indossando il costume dismesso da Tigra come Donna Gatto. Lo stesso nome "Hellcat" era stato originariamente proposto come alter ego originale di Tigra.
Su Defenders (vol. 1) n. 44 (febbraio 1977), si unisce ai Difensori rimanendo coprimaria della testata fino a quando sposa in seconde nozze Daimon Hellstrom nel numero 125 (novembre 1983) divenendo sua partner come investigatrice dell'occulto. In Hellstorm: Prince of Lies (vol. 1) n. 14 (maggio 1994) il personaggio muore ma, in seguito, viene resuscitata sulle pagine di Thunderbolts Annual 2000 (maggio 2000) comparendo poi in una miniserie di tre numeri a sé stante, nel poco longevo revival Defenders (vol. 2) n. 1-12 (marzo 2001-febbraio 2002), come protagonista assoluta della serie in cinque numeri Patsy Walker: Hellcat (settembre 2008-febbraio 2009) e come co-protagonista, assieme a Firestar, la Gatta Nera e Photon, di Marvel Divas (settembre-dicembre 2009) breve testata scritta da Roberto Aguirre-Sacasa e Tonci Zonjic descritta come "Sex and the City nell'Universo Marvel". Inoltre continua a fare da guest star in numerose pubblicazioni Marvel.

## Biografia del personaggio

### Primi anni
Nata a Centerville, California, unica figlia di Joshua e Dorothy Walker, Patsy ha partecipato a vari concorsi di bellezza e provini televisivi fin da bambina per volere della madre che sperava diventasse una modella. Quando Patsy inizia a andare al liceo Dorothy, fumettista in erba, prende ispirazione dalle vicissitudini della figlia usandola come protagonista di una serie di commedie romantiche a fumetti che le porta grande notorietà pur divenendo motivo di grande imbarazzo per Patsy, che tuttavia inizia a idolatrare l'immagine dei supereroi, sia nei fumetti sia nella vita reale, tanto che da adolescente ha una cotta per Reed Richards.
Appena dopo il diploma Patsy abbandona ogni sua ambizione per sposare Robert "Buzz" Baxter, il suo ragazzo storico, che si arruola nella US Air Force divenendo colonnello. La coppia passa gli anni successiva al matrimonio trasferendosi da una base militare all'altra a causa del lavoro di Buzz, con grande rammarico di Patsy che, inoltre, viene trascurata sempre maggiormente dal marito.

### Hellcat
Anni dopo Buzz viene assoldato come consulente di sicurezza in un complesso della Brand Corporation in New Jersey e durante la permanenza nel luogo/ Patsy, profondamente insoddisfatta della sua vita matrimoniale, incontra Bestia, ne scopre l'identità segreta e lo cura dalle ferite riportate in uno scontro con Quasimodo estorcendogli in cambio la promessa di aiutarla a diventare una supereroina.

Hellcat (al centro) assieme ai Vendicatori, disegni di Gil Kane.

Nel frattempo divorzia da Buzz e, assieme a Bestia, si unisce ai Vendicatori per investigare le attività criminali della Brand Corporation in quanto filiale della Roxxon, ma l'ex-marito imprigiona sia lei che gli eroi. Riusciti a liberarsi, i Vendicatori e Patsy trovano in un magazzino della Brand Corporation il costume indossato da Tigra quando ancora era la Donna Gatto. Indossatolo, Patsy assume l'identità segreta di "Hellcat" e, sfruttando le sue doti atletiche, aiuta i supereroi a combattere la Roxxon dopodiché, pur desiderosa di unirsi al gruppo in via definitiva, viene persuasa da Dragoluna a seguirla su Titano affinché la possa addestrare sbloccando il potenziale psichico latente che percepisce dentro di lei. Inoltre su Titano Patsy riceve un addestramento intensivo nelle arti marziali.
Tornata sulla Terra Patsy/Hellcat si unisce ai Difensori e, nel corso delle avventure vissute con loro, conosce Daimon Hellstrom, il "Figlio di Satana", con cui inizia una relazione e che in seguito sposa con una cerimonia svoltasi a Greentown, Ohio, ove si è trasferito suo padre Joshua nel frattempo rimasto vedovo e risposatosi con una donna di nome Bea. Folle di gelosia, l'ex-marito Buzz diviene il supercriminale Mad-Dog e tenta di assassinare la coppia con l'aiuto della Mutant Force, ma viene fermato dai Difensori.
Dopo il matrimonio lei e il marito lasciano il gruppo e si trasferiscono a San Francisco e aprono un'agenzia di investigazione dell'occulto collaborando coi Vendicatori della Costa Ovest per guarire l'anima della precedente proprietaria del suo costume, Tigra, nonché, in seguito, per catturare Squalo Tigre e Whirlwind.

### Morte e ritorno
Nel momento in cui l'influenza demoniaca interna del marito si fa più forte, Patsy viene condotta prima alla follia e poi al suicidio. Dopo la morte la sua anima viene catturata da Mefisto e costretta a combattere contro schiere di demoni in una sorta di primitivo Colosseo assieme a Mimo (Barbara Morse). Saputo ciò, Hellstrom inganna Occhio di Falco convincendolo di star andando in soccorso di sua moglie, mentre in realtà al termine del viaggio negli inferi è Patsy a venire resuscitata e non Bobbi.
Tornata in vita, Patsy diviene depressa e disillusa, abbandona la vita supereroistica e scrive la sua autobiografia decidendo poi di promuoverla con un tour che la porta a tornare alla sua città natale, dove ritrova la grinta perduta ricongiungendosi all'amica-nemica Hedy Wolfe e indossando nuovamente i panni di Hellcat per affrontare un'orda di demoni. Divorziata anche dal secondo marito, Hellcat decide di dedicarsi appieno alla vita da supereroina unendosi per un certo periodo anche alla nuova (e poco longeva) formazione di Difensori.
Dopo la guerra civile dei superumani Hellcat è una dei tanti eroi che registra la sua identità al governo aderendo poi all'Iniziativa dei 50 Stati come unico supereroe attivo in Alaska. Successivamente diviene meno attiva nella lotta al crimine e si dedica alla pubblicazione di una serie di romanzi autobiografici stringendo una profonda amicizia con altre tre eroine part-time: Firestar, la Gatta Nera e Photon.
Hellcat è inoltre una delle supereroine prese in considerazione da Luke Cage e Jessica Jones per fare da babysitter a loro figlia Danielle.

## Poteri e abilità
Hellcat è dotata di un'acutissima percezione extrasensoriale grazie alla quale può percepire il manifestarsi di fenomeni mistici o gli oggetti e le persone toccati da energia occulta, inoltre è resistente agli attacchi psichici e può generare campi di forza capaci di respingere qualsiasi attacco di natura magico-soprannaturale. Seppur non possegga alcuna dote fisica sovrumana, Hellcat possiede una grande agilità ed è un'abile combattente corpo a corpo addestrata sia da Capitan America che da Dragoluna.
Dopo la resurrezione Hellcat ha incrementato notevolmente i suoi poteri psichici preesistenti manifestando inoltre l'abilità mistica di invocare a sé il suo costume facendolo materealizzare dal nulla. In battaglia si serve inoltre di artigli retrattili, posti sia sui guanti che sugli stivali, e di un rampino estensibile, posto sul polso del guanto destro.

## Altre versioni

### Marvel Zombi
Nella realtà di Marvel Zombi, Hellcat è tra i tanti supereroi infetti facenti parte dell'orda di zombie che assedia Latveria.

### Ultimate
Nell'universo Ultimate Patsy Walker è una precaria che svolge vari lavori nell'industria dell'intrattenimento comparendo come: oratrice per un'industria di sicurezza, modella di costumi da bagno per Maxim, presentatrice di un libro biografico sul Dottor Strange in un talk show e intervistatrice di Norman Osborn. Successivamente assume l'identità di "Hellcat" ed entra nell'improbabile team dei "Difensori", aspiranti supereroi più interessati alla fama che a combattere il crimine. Quando Loki dona a ciascun membro del gruppo dei superpoteri manipolandoli affinché combattano gli Ultimates, Patsy viene mutata in un ibrido umano-felino con un manto da leopardo.

## Altri media

### Televisione
- Nelle serie televisive Netflix legate al franchise del Marvel Cinematic Universe, Patricia "Trish" Walker è interpretata da Rachael Taylor.[41] In questa versione è la migliore amica nonché sorella adottiva di Jessica Jones e la presentatrice di un popolare talk show radiofonico; da bambina ha raggiunto la popolarità come star della serie televisiva It's Patsy.
  - In Jessica Jones Trish convince Jessica a servirsi dei suoi poteri per fini eroici e l'aiuta a dare la caccia a Kilgrave.
  - In Luke Cage ha un cameo vocale in un episodio del suo show riguardante l'opinione dei cittadini su Luke Cage.
  - Ricompare in The Defenders.[42]
  - Nella seconda stagione di Jessica Jones Trish, spinta dalla dipendenza dalle droghe e dall'invidia per i poteri di Jessica, si sottopone a manipolazione genetica per ottenere superpoteri; il risultato dell'esperimento, quasi letale, viene svelato solo al termine della stagione.
  - Nella terza stagione di Jessica Jones Trish ha ormai ottenuto i poteri e tenta in ogni modo di ricucire il rapporto con Jessica ed aiutarla nella lotta al crimine. Dopo che Gregory Salinger (Insanicida) uccide sua madre (Dorothy Walker) Trish, ormai divenuta Hellcat, compie una serie di omicidi per porre fine al crimine in città. Una volta fermata da Jessica, Trish viene rinchiusa al Raft. In realtà Jessica afferma che l'indole omicida di Trish non sia stata scatenata dalla morte violenta della madre per mano di Salinger, ma che tale inclinazione fosse da sempre presente in lei, come dimostrato dalla freddezza con cui ha sparato alla madre biologica di Jessica al termine della seconda stagione.

### Videogiochi
Hellcat compare in:
- Marvel: War of Heroes
- Marvel: Avengers Alliance
- Marvel Puzzle Quest
- Marvel Future Fight
- LEGO Marvel's Avengers
- Marvel Avengers Academy